# 仇士良
仇士良（781年—843年7月23日），字匡美。循州興寧（今廣東興寧北）人。唐朝末年宦官，在文宗谋杀宦官夺权失败的甘露之变后尤其有权，活躍唐文宗、唐武宗兩朝。

## 背景和早期仕途
唐順宗時進宮，侍太子東宮，授掖庭局宫教博士，赐绯鱼袋。唐憲宗登基后，加宣徽供奉官，赐紫金鱼袋，元和元年（806年）闰六月转朝散大夫、内侍省内给事，宣徽供奉官如故。十月拜内常侍，其余官职如故。三年（808年）以本官充内外五坊使，不久迁宣徽供奉官。曾随军参与元和五年（810年）左神策军护军中尉吐突承璀抓捕昭义军节度使卢从史的行动。十年（815年）加大中大夫、内侍省内常侍，不久以本官出京為平盧监军，次年（816年）奉诏回京，以内侍依前任宣徽供奉官，以本官职充淮西行宣慰使。十五年（820年）迁云麾将军、右监门卫将军，充内外五坊使，赐上柱国，又进封南安县开国男，食邑三百户，冬季加冠军大将军。
长庆初年，撤销五坊使，仇士良进封开国子，不久进为侯爵，食邑一千户，宣徽供奉官等皆如故。二年（822年）除授凤翔监军使，又进封开国公，食邑一千五百户。宝历二年（826年）征回，复为宣徽供奉，进封郡公，食邑二千户，不久除授鄂岳监军使，得武昌军节度使牛僧孺以礼相待。
太和元年（827年）入为宣徽供奉官，转内坊典内侍省。不久拜右神策军副使。二年（828年）升为右领军卫将军内外五坊使，所到之处逼小吏供饷，暴行胜过盗贼。六年（832年）真拜内侍知省事。次年（833年）转大盈库使，领染坊，仍知省事。

## 唐文宗年间

### 甘露之变前
太和九年（835年），文宗与近臣李训、郑注等图谋诛杀王守澄，因王守澄与仇士良不合，李训、郑注建议文宗提拔仇士良分王守澄之权，让他们互相倾轧。五月，仇士良被提拔為左神策军中尉兼左街功德使，仍为将军知省事，王守澄不悦。十月，内出曲江新造紫云楼彩霞亭额，仇士良率百戏于银台门迎之。同月，王守澄被文宗派仇士良女婿李好古毒杀。仇士良转左骁卫将军。

### 甘露之變
王守澄死后，郑注被外放为凤翔节度使，李训拜宰相。文宗、李训、郑注等又图谋在王守澄葬礼上诛杀仇士良等宦官。但文宗和郑注不知道的是，李训嫉妒郑注，想争功，召集了邠宁节度使郭行余、河东节度使王璠、京兆少尹罗立言、左金吾卫大将军韩约、御史中丞李孝本的军队，想先杀宦官，事成后再杀郑注。
十一月，王守澄葬礼前六天，韩约在紫宸殿奏称左金吾仗院内石榴树夜生甘露。文宗去附近的含元殿令李训等朝臣前去验看。李训很快回报说没有甘露，建议文宗派仇士良和右神策军中尉鱼弘志率宦官去验看。他原本意图关门杀光宦官，但仇士良和鱼弘志到后，却发现韩约神色慌张，仇士良又因风吹动帷幕而看见聚集的士兵，听见武器碰撞的声音。仇士良立刻与右神策军中尉鱼弘志、大盈库使宋守义出门，在仇士良等的叱责下，守门人来不及关门。仇士良等回含元殿劫持文宗而逃，称李训谋反。文宗否认。仇士良亲自与李训搏斗，摔倒，李训压住他，正要从靴中拿出刀，其他宦官来救了仇士良。罗立言和李孝本率兵攻杀了一些宦官，但未能阻止宦官带走文宗。李训见大势已去而出逃。
宦官们意识到文宗同谋杀他们后，咒骂并劫持了他。仇士良命神策军左、右神策副使劉泰倫、魏仲卿及陈君奕等各率禁兵五百人“平乱”。神策军趁机杀了很多朝臣和卫军士兵，杀诸司史六七百人，刑讯宰相王涯、舒元舆。王涯受刑不过，供称朝臣图谋弑君拥立郑注。故岭南节度使胡证为京城富豪，且生前素日和宰相贾餗交好。这时禁军贪胡家钱财，称胡证子胡溵藏匿贾餗，杀入其家，一日之内抢光其家财，军人擒胡溵入左军，仇士良命斩之以徇。翰林学士黎埴、左散骑常侍罗让、太子詹事浑鐬家及故宰相贾耽庙等都被神策军闯入劫掠。实际参与的舒元舆和并未参与的王涯、贾餗及李孝本、罗立言等众多朝臣皆被捕。次日上朝，因为宰相和御史中丞都不在，百官没有班次。文宗御紫宸殿，问宰相们为何没来，仇士良呈上王涯供状，称王涯等谋反下狱，并召左仆射令狐楚、右仆射郑覃、兵部尚书王源中、吏部侍郎李虞仲等升殿看，君臣确认了供状是王涯所写。
李训在外被捕杀，包括韩约、郭行余、王璠、凤翔少尹魏逢、左金吾卫将军李贞素、翰林学士顾师邕等被捕众朝臣伏诛达十七家，郑注也被仇士良等派人拿密敕指使手下监军张仲清杀死，被害者都被灭族，也多有朝臣被贬逐，史称甘露之变。仇士良掌握朝政，挟持文宗，被加特进兼上将军、右骁卫大将军。
李训弟李元皋原本因自称是李训的远亲而得免，但仇士良讯问其奴仆得知甘露之变前夜李元皋住在李训家，就派人追斩了李元皋。仇士良还派人将藏匿李训的僧人宗密抓来左军，要杀他。宗密自称遇苦即救，甘愿受死，得到鱼弘志的欣赏，被鱼弘志上奏免罪。
先前罗立言为了诛杀宦官召集长安、万年两县吏卒，万年县捕贼官郑洪惧祸托病装死，被县令姚中立告发实情。甘露之变后，仇士良追究两县捕贼官追随罗立言之罪，抓郑洪到神策军，郑洪对姚中立怀恨，说自己是听了姚中立的命令，于是姚中立获罪被贬，郑洪免死。
文宗本欲以令狐楚、郑覃为宰相，但令狐楚认为王涯、贾餗冤死，在叙述王涯、贾餗罪状时含糊其辞，令仇士良等不悦，于是不得拜相，户部侍郎判度支事李石拜相。

### 甘露之變后
從此唐朝宦官更為專橫，几乎没有官员敢对抗仇士良，仅年底京兆尹薛元赏将一名不敬李石的神策军将治罪。其党羽告诉仇士良，仇士良派宦官召薛元赏，薛元赏说先等公事完结，杖杀军将后再素服向仇士良谢罪。仇士良指责：“痴书生何敢杖杀禁军大将！”薛元赏说中尉和宰相都是大臣，无论是宰相的人无礼于中尉还是中尉的人无礼于宰相都不可饶恕，仇士良身为中尉应该守法，自己此来愿意领死。仇士良知道军将不能复生，无可奈何，便与薛元赏饮酒，此事遂作罢。
延英殿议事时，仇士良等经常引李训、郑注事折辱宰相。郑覃、李石则指出李训、郑注最初因宦官推荐才得到进身，令仇士良惭愧无言以对，势头稍稍得到抑制。
次年（836年）正月，仇士良主张神策军代替左右金吾军守殿门，因谏议大夫冯定反对而无果。
由于仇士良暴横，朝臣们都担心被其灭门。户部侍郎判度支王彦威为了讨好仇士良，只要宦官有请托，无不如其意，因此被舆论鄙视。二月，昭义军节度使刘从谏三次上疏指责仇士良并为王涯、贾餗喊冤，说要清君侧。百姓传看刘从谏上书，仇士良害怕，进刘从谏检校司徒，想让他不再上书。三月，令狐楚从容奏请收葬王涯、贾餗等人遗骸，文宗惨然久之，诏命薛元赏收葬王涯、贾餗等十一人于城西，各赐衣一袭。仇士良秘密派人发掘，弃骨于渭水。同时，刘从谏坚决推辞加官，仍宣扬仇士良等的罪恶。仇士良因为害怕才有所收敛，文宗和宰相郑覃、李石才得以行使一些权力。四月，文宗御紫宸殿，宰相们在奏事时拜谢，外界谣传文宗准备再次让宰相指挥军队对抗宦官而宰相已经下拜谢恩，局势再度紧张。李石建议文宗召宰相和宦官开会，李石和郑覃得以向宦官解释事态，仇士良等人对宰相的疑心也稍释然了。
鄜坊节度使萧洪因冒称文宗舅舅而得官，先前被李训发现是假冒的，就征辟李训的哥哥李仲京。先前，从神策军中就任的鄜坊节度使都由神策军准备行装，到任后三倍补偿。前节度使赵儋来不及补偿就去世了，神策军向萧洪索要，萧洪仗着李训庇护拒绝。神策军又向赵儋的儿子索要，萧洪又指示赵某去找宰相，李训判定不给。仇士良因此忌恨萧洪。文宗母家同乡萧本通过仇士良见驾，自称国舅并揭发萧洪冒称国舅。八月，萧洪获罪被流放并在途中赐死。由于萧本已经从文宗舅舅处得到其家庭信息，又有仇士良作保，文宗以为萧本是自己的亲舅舅，予以显官。又有泉州晋江县令萧弘投靠刘从谏自称国舅，请求刘从谏上言指萧本也是冒称，刘从谏上书请求让二萧对质，并指责仇士良，最后查出二萧都是冒称。
开成三年（838年）正月，李石為士良所忌，仇士良秘密遣刺客刺之，李石大難不死，京城惶恐。即使查出刺客来自禁军，京兆尹崔珙也没有抓到刺客，声望受损。后来都知道是仇士良所为。李石懼而屡次上表称病辭職。文宗明知缘故却因害怕而不能追究仇士良，准其辞职，外放为荆南节度使，也没有为他设宴以示荣宠，京城士人寒心，仇士良也愈发无所忌惮。
仇士良捕得妖人贺兰进兴及党羽，在军中问出谋反情状，文宗亲临问罪，诏命斩杀。御史中丞高元裕认为应该让刑部、大理寺参与审理，文宗没有回复。起居舍人魏谟上言支持高元裕。文宗诏神策军将囚犯交付御史台。御史台害怕仇士良，不敢有异议，囚犯们仍被诛杀。
开成四年（839年），文宗染风疾，問當值學士周墀：“朕可方前代何主？”墀答：“陛下堯、舜之主也。”文宗嘆道，“朕豈敢比堯、舜，何如周赧，漢獻耳！”墀曰：“彼亡國之主，豈可比圣德？”文宗曰：“赧、獻受制于強諸侯，今朕受制于家奴，以此言之，朕殆不如！”
開成五年（840年）正月，文宗鬱鬱而死。文宗生前因亲子全部去世而依宰相李珏建议立兄敬宗子陈王李成美为太子，而杨贤妃和宰相杨嗣复又曾倡立皇弟安王李溶。文宗临终命宠信的宦官知枢密劉弘逸、薛季稜召李珏、杨嗣复入宫，将以太子托孤。仇士良为图拥立之功，不顾李珏反对，矫诏仍废太子为陈王，改立安王弟颍王李瀍为皇太弟，统兵士于十六宅迎李瀍赴少阳院，百官谒见于东宫思贤殿。仇士良收捕仙韶院副使尉迟璋，杀之，并屠其家。文宗驾崩后，仇士良矫遗诏由皇太弟继位，为了归功于自己，说了杨贤妃、杨嗣复谋立安王及安王寻求被立储的事，说服新君赐死陈王、安王、杨贤妃，拥立其为唐武宗。故史称仇士良于拥立武宗之际，杀二王一妃。仇士良等宦官又大量诛杀贬斥文宗喜爱的宦官和乐工。

## 唐武宗年间
武宗登基后，加仇士良加开府仪同三司、左卫上将军，二月迁骠骑大将军，封楚国公，食邑三千户，实封三百户。仇士良仍称赞牛僧孺。
仇士良请求按开府推荐儿子荫官的规定推荐自己的养子荫官千牛备身，给事中李中敏反对，说：“开府的确有儿子荫官的资格，但谒者监是宦官，怎么有儿子？”仇士良羞惭而愤怒。当时杨嗣复已被贬，新任宰相李德裕忌恨杨嗣复，认为李中敏是杨嗣复一党，将其外贬。
仇士良又频繁诬陷劉弘逸、薛季稜、杨嗣复、李珏。会昌元年（841年）二月，武宗赐仇士良纪功碑，诏右仆射李程作文。三月，武宗赐死刘、薛，派使者去潭州和桂州赐死分别被贬为湖南和桂管观察使的杨、李。在李德裕、崔珙、崔郸、陈夷行四宰相劝阻下，杨、李得免，改为远放。
仇士良被加食实封二百户。八月，加观军容使，兼统左右三军。他因李德裕掌权而忌恨。会昌二年（842年）四月，武宗计划受尊号，御丹凤楼宣布大赦天下。仇士良听闻宰相、度支商议在大赦诏书中提到削减禁军的衣食、马粮等，藉故試圖發動神策軍等大赦令下就去丹凤楼抗议，李德裕得知之後逃到武宗處，请求在延英殿自辩。武宗怒，出面派宦官宣谕两军说赦书没有这项内容，且赦书是他而非宰相的意思，斥责仇士良和神策军将领们传谣，并以滅族恐嚇，士兵於是不敢造次，但知大勢去矣，仇士良也害怕谢罪。
期间仇士良与刘从谏继续互相攻击，刘从谏称仇士良有罪，仇士良称刘从谏谋反。刘从谏献上一匹高九尺的马贺武宗登基，武宗不受，刘从谏认为是仇士良作梗，愤而杀了那匹马。此后刘从谏与朝廷关系恶化，彼此猜忌，实质独立于朝廷。他得知仇士良正得宠，担忧疑惑下想亲自入朝，又担心不能免祸，最后于會昌三年（843年）四月病亡，临死时寻求以养子也是侄子刘稹继任。武宗拒绝，命刘稹护丧归东都洛阳，刘稹抗命，称与仇士良有仇，不敢离开昭义军。武宗遂讨伐刘稹。
会昌三年（843年）正月，仇士良擢孟秀荣为湖南监军，两日后又擢为都判官，置于左右。
武宗对仇士良表面上示以尊寵，實抑其權。仇士良有所察觉，当月自称老病请求任散官，于是以左卫上将军兼内侍监、知省事。六月，以左卫上将军、内侍监致仕。離朝時，士良叮囑送他回私宅的宦官說，須誘使皇帝縱樂，使其無暇讀書和接見朝臣，以鞏固宦官擅政的局面。宦官们对他再拜诚谢而去。
当月，士良卒于广化里私宅。赠扬州大都督。次日，武宗诛仇士良孔目官郑中丞、张端公等四人。七月，刘稹上表说刘从谏因言仇士良罪恶而得罪权贵，所以自己不敢回朝，只求活命。武宗不许。
次年（844年）正月，仇士良归葬万年县宁安乡凤栖原社季村。同年，被宦官檢舉家藏武器，搜得兵仗数千件，下詔削官爵，籍沒其家。又次年（845年），刘稹被镇压。
大中五年（851年），唐宣宗为仇士良“平反昭雪”，并树碑纪功。有郑薰所撰《内侍省监楚国公仇士良神道碑》。

## 争议记载
孟秀荣在元和三年（808年）曾任“凤翔府仇将军小判官”，当时凤翔并无仇姓节度使，此仇将军或为凤翔监军，或即仇士良。
《新唐书·元稹传》记载：监察御史元稹住在敷水驛，仇士良夜间来到，元稹不把正寝让给他住，仇士良愤而打伤了他的脸。御史中丞王播奏称谁先到谁住正寝。唐宪宗偏袒仇士良而贬了元稹。《唐实录》《新唐书·仇士良传》同。但按《旧唐书·元稹传》及白居易奏疏，当事宦官为刘士元。赵翼《廿二史札记》、吕思勉《隋唐五代史》认为当时刘士元和仇士良都来到了敷水驛，仇士良仅为亲历者而非动手者。吴伟斌《元稹评传》认为仇士良是刘士元的上级，白居易仅提及直接动手的刘士元而回避了高位的仇士良。吴伟斌更指出，仇士良与大宦官吐突承璀关系密切，而元稹与吐突承璀的政敌宰相李绛为友，元稹在淮西平叛前线突然被召回继而外贬通州恰在仇士良任淮西行营宣慰使期间，当是吐突承璀和仇士良对元稹的迫害。
《旧唐书·王守澄传》《资治通鉴》指在王守澄等拥立文宗的过程中，仇士良作为神策军右领军将军也参与其中有功，但王守澄打压仇士良，不予赏赐，仇士良因此记恨。但按《仇士良神道碑》，仇士良当时任武昌监军，不在京城，次年才回京，后来才担任神策军右领军卫将军。神道碑也没有提及仇士良曾参与拥立文宗。
《新唐书·仇士良传》称甘露之变后，仇士良、鱼弘志召翰林学士崔慎由到秘殿，诈称太皇太后有命另立新君，命他草诏。崔慎由惊呼此事会让自己灭族，宁死不从。仇士良等默然，久后带崔慎由去小殿见文宗，历数文宗过失，文宗俯首。仇士良指着文宗说：“如果不是学士，你就不能坐在这里了。”送崔慎由出去，要他保密，不然祸及宗族。崔慎由将此事记下来，临死交给儿子崔胤，所以崔胤厌恶宦官。但北宋司马光《资治通鉴考异》指出这段材料出自皮光业《见闻录》，崔慎由大中初年才入朝为官乃至担任翰林学士，开成年间并未入朝，故不可信。
《新唐书·仇士良传》将刘从谏上书记载在李石遇刺前后。
《旧唐书·武宗纪》《新唐书·武宗纪》《旧唐书·王起传》、贾纬《唐年补录》将劉弘逸、薛季稜之死记载为开成五年八月率禁军护文宗灵驾到陵墓时想趁机起兵杀仇士良、鱼弘志，另立新君，失败伏诛。司马光《资治通鉴考异》称他采信《唐实录》《旧唐书·杨嗣复传》的版本，故没有采信此说。
黄楼《神策军与中晚唐宦官政治》根据仇士良得势后牛僧孺没有复出拜相，认为《牛僧孺墓志》对牛僧孺和仇士良的关系亲密程度有所夸大。

## 评价
司马光《资治通鉴》认为王涯、贾餗身居高位享受荣华富贵却与小人为伍，不匡扶社稷，苟且偷安，是上天要族诛他们，而非仇士良。
司马光《资治通鉴》评价仇士良等为最有代表性的唐朝宦官。
宋徽宗年间，宦官权力渐渐很大，御史中丞丰稷怀抱《唐书·仇士良传》在徽宗面前读，读了数行，徽宗说已经懂了，丰稷像没听到一样读完才停止。
绍兴元年（1131年），宰相范宗尹向宋高宗上奏仇士良告其徒之言，宋高宗以为然。
明景帝登基时，侍讲刘定之举仇士良为恶宦官的例子。
明武宗年间，宦官掌权，南京御史陆昆偕十三道御史薄彦徽、葛浩、贡安甫、王蕃、史良佐、李熙、任诺、姚学礼、张鸣凤、蒋钦、曹闵、黄昭道、王弘、萧乾元等上疏极谏，引用了仇士良教宦官引导君主奢靡的话。
明神宗年间，皇太子四年没有接受讲学，礼部左侍郎掌部事杨道宾引用仇士良的话极言上谏。

## 家族
- 曾祖父仇上客，正议大夫、内给事，赐绯鱼袋
- 祖父仇奉诠，朝议大夫、内常侍，赐紫金鱼袋
- 父仇文晟，追赠特进、左监门卫将军，赐紫金鱼袋
- 妻鲁国夫人安定胡氏（842年去世），故开府仪同三司、检校太子宾客、兼御史大夫、赠户部尚书胡承恩之女
- 长子宣徽使、银青光禄大夫、行内侍省内给事、赐紫金鱼袋仇从广
- 次子光禄大夫、检校散骑常侍、持节曹州诸军事、守曹州刺史、兼御史中丞、上柱国、南安县开国公、食邑一千五百户仇亢宗
- 三子阁门使、朝散大夫、行内侍省内府局丞、赐绯鱼袋仇从源
- 四子邠宁监军使、中散大夫、行内侍省内侍局丞、赐绯鱼袋仇从渭
- 五子仇从潩[1]
- 女儿南安县君，嫁李好古

学者杜文玉指出宦官仇文义与仇士良同族，又与仇文晟连名，故仇文晟也是宦官。鉴于仇上客、仇奉诠、仇文晟、仇士良为宦官，他们和子女们可能是收养关系。